# J.W. Foster and Sons
J.W.Foster & Sons Limited ban đầu là một công ty sản xuất giày ở Bolton, Anh. Người sáng lập ra công ty là Joseph William Foster, ông sinh năm 1881, được nuôi lớn và dạy dỗ để trở thành một người thợ vá giày. Khi lên 14 tuổi vào năm 1895, ông bắt đầu công việc của mình trong phòng ngủ ở phía trên cửa hàng kẹo của cha tại thành phố Bolton, chính tại đây ông đã là người chế tạo ra chiếc giày đinh đầu tiên. Sau khi ý tưởng này được tiến hành, ông đã thành lập một công ty có tên "J.W. Foster" vào năm 1900, sau đó ông đã đưa các con mình cùng gia nhập công ty và đổi tên thành J.W. Foster and Sons (J.W. Foster và các con trai). Foster mở một nhà máy nhỏ có tên là Olympic Works, và dần dần ông đã trở nên nổi tiếng đối với các vận động viên điền kinh vì "đôi giày chạy" của mình.

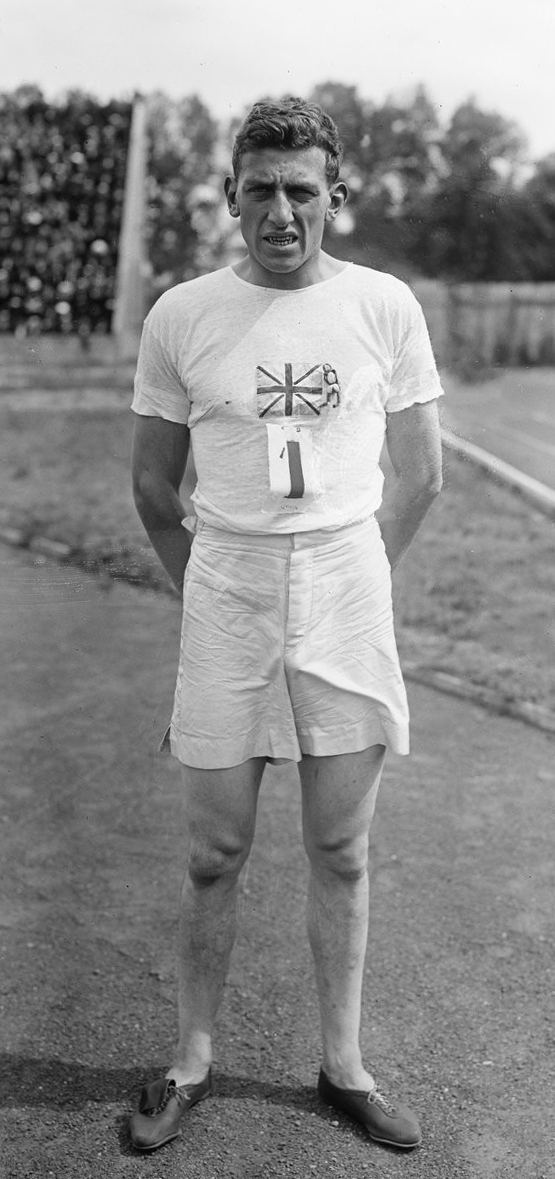
Vận động viên điền kinh giành huy chương vàng Thế vận hội 1924 cự ly 100m Harold Abrahams đi trên chân mẫu giày đinh đầu tiên của J.W. Fosters.

Cuộc cách mạng về giày chạy mà công ty tạo ra với những đôi giày đinh đã xuất hiện trong cuốn sách Golden Kicks: The Shoes that changed Sport (Cú sút Vàng: Những Đôi giày đã thay đổi Thể thao). Công ty bắt đầu bày bán các mẫu giày khắp nơi trên nước Anh và được sử dụng bởi nhiều vận động viên điền kinh Anh quốc, chúng còn nổi tiếng hơn khi được nhà vô địch Olympic chạy 100m Harold Abrahams sử dụng tại kỳ Thế vận hội Mùa hè 1924 tại Paris.
Joe qua đời vào năm 1933, 18 tháng sau khi người cháu trai của mình chào đời vào đúng ngày sinh nhật của ông, ngày 18 tháng 5. Công ty 'Foster' vẫn tiếp tục dưới sự tiếp quản của các con trai của ông là Billy và Jim, người đứng đầu là vợ của Joe, Maria, bà sau đó đã chuyển toàn bộ quyền hành cho Billy và Jim vào năm 1939. Chiến tranh một lần nữa khiến việc kinh doanh bị gián đoạn, nhưng rồi công ty J.W.Foster & Sons vẫn tiếp tục công việc của mình, với việc tạo một đôi giày chạy để vận động viên Derek Ibbotson phá vỡ kỷ lục thế giới. Những sản phẩm của Foster sau đó được cung cấp cho hầu hết các đội bóng trong giải Hạng nhất (nay là giải Ngoại hạng Anh) và họ còn ký được một hợp đồng bán hàng tại Mỹ bởi Frank Ryan và Bob Geinjack, hai huấn luyện viên đến từ Yale.
Jeffrey William Foster (Jeff), người con đầu của Jim làm việc tại "Fosters" vào năm 1948 và Joseph (Joe) tham gia sau đó vào năm 1952. Nhưng đến năm 1953, lần lượt Joe và Jeff phải tham gia nghĩa vụ quân đội trong vòng 2 năm. Tới khi họ trở về, công ty nhà Foster đã không còn tạo được dấu ấn như trước kia nữa. Tuy vậy nhưng họ vẫn không thể tạo ra sự thay đổi để cải thiện tình hình, và rồi đến tháng 11 năm 1958, câu chuyện với Reebok bắt đầu. 18 tháng sau khi Joe và Jeff rời bỏ "J.W.Fosters" để gây dựng công ty mới, Billy qua đời ở tuổi 58.   Jim vẫn tiếp quản công ty đặt trụ sở ở đường Deane cho đến khi nhà máy "Olympic Works" bị di dời để nhường chỗ cho việc xây dựng Trường Cao dẳng Kỹ thuật Bolton, nay là Đại học Bolton. Jim di dời công ty J.W.Foster & Sons Ltd tới phía Bắc Bolton và mở tại đây một cửa hàng đồ thể thao. Công ty tiếp tục hoạt động cho đến khi ông qua đời vào năm 1976, và lúc này quyền sở hữu của ông ty đã chuyển sang tay của Reebok. Những sản phẩm truyền thống của J.W.Foster vẫn tiếp tục với việc nay công ty mới có tên J.W.Foster (Di sản) Ltd vẫn tiếp tục bán các sản phẩm tại hệ thống cửa hàng của Reebok tại Boston.